# 中国人民解放军空军第十二军
中国人民解放军空军第十二军，军部驻地广东省兴宁县，隶属中国人民解放军广州军区空军。

## 沿革
1965年8月，中国人民解放军空军在广东省兴宁县组建了中国人民解放军空军兴宁指挥所，相当于军级。1969年3月20日中央军委批复同意空军1968年12月21日《关于空军1969年部队组建计划》。1969年5月4日，空军兴宁指挥所改编为中国人民解放军空军第十二军（空军39122部队）。机关设司令部、政治部、后勤部、工程部。负责两省部分地区空军部队的组织领导和作战指挥。1976年1月6日该军番号撤销。

## 历任领导
空军兴宁指挥所
| 主任 - 林虎（1966年3月—1968年5月） - 解耀宗（1968年5月—1969年6月） 副主任 - 李宪刚（1966年5月—1969年6月） | 政治委员 - 彭由（1966年3月—1969年6月） |

| 参谋长 - 高继尧（1965年11月—1969年6月） | 政治部主任 - 余康（1966年5月—1968年8月） - 马进修（1968年8月—1969年6月） |

空军第十二军
| 军长 - 解耀宗（1969年10月—1971年9月） 副军长 - 魏祥成（1969年9月—1976年1月） - 李宪刚（1969年10月—1971年12月） - 沈科（1969年12月—1971年9月） - 张守恩（1970年4月—1971年9月） - 杜玉福（1973年2月—1973年5月20日） - 李瑞仿（1973年12月—1976年1月） - 鲁玉昆（1975年3月—1976年1月） | 政治委员 - 彭由（1969年10月—1970年4月） - 郭永昌（1970年4月—1976年1月） 副政治委员 - 肖锋（1969年9月—1976年1月） - 刘济民（1973年4月—1976年1月） |

| 参谋长 - 高继尧（1969年10月—1970年4月） - 张守恩（1970年4月—1971年9月，副军长兼） | 政治部主任 - 马进修（1969年10月—1971年7月） - 张进凡（1973年1月—1976年1月） |